# خوان سانشيز (لاعب كرة قدم)
خوان سانشيز (بالإسبانية: Juan Manuel Sánchez Miño) (و. 1990  م) هو لاعب كرة قدم، من الأرجنتين، يلعب كلاعب وسط.

## روابط خارجية
- خوان سانشيز على موقع قاعدة بيانات كرة القدم.إي يو (الإنجليزية)
- خوان سانشيز على موقع Soccerway.com (الإنجليزية)
- خوان سانشيز على موقع عالم كرة القدم.نت (الإنجليزية)
- خوان سانشيز على موقع AS.com (الإسبانية)